# ماسيمو داميكو
ماسيمو داميكو (بالإيطالية: Massimo D'Amico)‏ هو رسام إيطالي، ولد في 1979.